# Andrew Beckham
Andrew Beckham ist ein US-amerikanischer Schauspieler, Synchronsprecher sowie ehemaliger Kinderdarsteller. Bis 2011 wurde er in den Filmcredits teilweise als Andrew Friedrichs geführt.

## Leben
Beckham belegte mehrere Schauspielkurse, unter anderem am Lee Strasberg Theatre and Film Institute. Er gab 2010 im Kurzfilm The Complex sein Filmschauspieldebüt. Im Folgejahr wirkte er in mehreren weiteren Kurzfilmproduktionen mit, erhielt eine Sprechrolle im Zeichentrickfilm Die Legende des Millennium Drachens und spielte im Spielfilm Legends 2 mit. 2012 stellte er in Golden Winter – Wir suchen ein Zuhause mit der Rolle des Oliver Richmond eine der Hauptrollen dar. Danach folgten weitere Rollenbesetzungen in Kurzfilmen, kleinere Rollen in den Spielfilmen From Faith to Freedom und Come Back to Me sowie ein Engagement in der Fernsehserie Eric Finley: Comment Counselor.

## Filmografie (Auswahl)

### Schauspiel
- 2010: The Complex (Kurzfilm)
- 2011: No-Good Maxine (Kurzfilm)
- 2011: Happy Cabin Song (Kurzfilm)
- 2011: Legends 2
- 2011: Olivia (Kurzfilm)
- 2011: Change Machine (Kurzfilm)
- 2012: Golden Winter – Wir suchen ein Zuhause (Golden Winter)
- 2012: On Dragon’s Wings (Kurzfilm)
- 2012: Eric Finley: Comment Counselor (Fernsehserie)
- 2012: From Faith to Freedom
- 2012: Paulie (Kurzfilm)
- 2012: Jew (Kurzfilm)
- 2013: You’re Still Here? (Kurzfilm)
- 2014: Come Back to Me

### Synchronisationen
- 2011: Die Legende des Millennium Drachens (Onigamiden/鬼神伝, Zeichentrickfilm)

## Theater (Auswahl)
- Seussical, Jr., Lee Strasberg Theatre
- Davy Crockett, Conn Elementary School